# Your Body
Your Body è un brano della cantautrice statunitense Christina Aguilera, pubblicato in anteprima mondiale per le radio statunitensi il 14 settembre 2012 e ufficialmente come primo singolo del suo settimo album in studio, Lotus, il 16 settembre 2012. Il singolo è stato prodotto da Max Martin e Shellback.

## Composizione
Your Body è stato composto da Savan Kotecha, Max Martin e Shellback, e prodotto dagli ultimi due. È un brano mid-tempo con sonorità pop, R&B, electro e dance.
Billboard comunicò che Aguilera stesse lavorando duramente al seguito di Bionic del 2010. La fonte della rivista confessò che il «fenomeno da discoteca» presentava un ritornello costruito intorno alla frase 'All I want to do is what you wanted'.

## Copertina
Il 12 settembre 2012 Christina Aguilera comunicò dal proprio profilo Twitter alcuni particolari sul disco e sul nuovo brano, oltre che sulla copertina.
Sulla copertina si staglia Christina Aguilera avvolta da un lenzuolo roseo con le braccia sollevate. Lo scatto è stato ben accolto dai critici. TJ di Neon Limelight lo definì «rovente» e aggiunse che Aguilera nello scatto «mostra le sue abbondanti curve a schermo intero». Byron Flitsch di MTV News lodò la copertina, definendola «uno splendido scatto fotografico che ci ha lasciati tutti senza fiato». Danica Bellini di Mstarz scrisse che «la foto rivela una star di Stripped sexy e piuttosto formosa.» Maggie Malach di AOL Music l'ha definito un " regresso ai giorni di Genie in a Bottle" mentre Nicole James di Fuse ha paragonato lo scatto al servizio fotografico di Marilyn Monroe, The Last Sitting.

## Pubblicazione
Nel mese di agosto 2012, Aguilera confermò alla rivista Rolling Stone la pubblicazione del singolo in concomitanza con la partenza della terza stagione di The Voice. Nello stesso mese apparse online una versione del singolo, la RCA Records dichiarò successivamente che la versione pubblicata online non sarebbe stata la versione album. Un critico musicale del The Guardian Express elogiò il testo del singolo, classificandolo come il solito primo singolo degli album di Aguilera capaci di attirare l'attenzione, dal ritornello facile, ma non si disse entusiasta del ritmo, che venne velocizzato nella versione ufficiale.
Il 14 settembre 2012 Ryan Seacrest pubblicò in anteprima mondiale il singolo, che andò in rotazione radiofonica negli Stati Uniti nello stesso giorno. Mentre è stato pubblicato ufficialmente il 17 settembre nella maggior parte dei Paesi, esclusi la Germania e il Regno Unito nei quali è stato pubblicato rispettivamente il 2 novembre e il 4 novembre 2012.

## Accoglienza
| Recensione         | Giudizio |
| ------------------ | -------- |
| Popcrush           |          |
| About.com          |          |
| Digital Spy        |          |
| The Michigan Daily |          |
| Rolling Stone      |          |

«La canzone è brillante quanto soffocante. È stata prodotta da Max Martin e Shellback, il team che ha co-scritto il colosso supera-record di Taylor Swift We Are Never Ever Getting Back Together. Quante volte avete provato a togliervi dalla testa questa canzone? Anche se Your Body non è così carina o facile da canticchiare, è lo stesso memorabile, ma in modo totalmente differente, un modo molto più sexy.» Così ha commentato il singolo Amy Sciarretto di PopCrush in un passaggio della sua recensione, ed ha inoltre apprezzato l'assenza di auto-tune e l'uso della voce di Aguilera, considerando questa scelta «la cosa più intelligente che avrebbe potuto fare.» Mentre Bill Lamb di About.com ha scritto che Your Body è un buon continuo della ripresa di Aguilera (dopo il flop commerciale di Bionic), iniziata con il duetto con i Maroon 5 in Moves like Jagger. «Il brano non è un capolavoro, ma è il suono di un'artista pop al top che cerca di raddrizzare la nave ed andare avanti. Your Body ci rende ansiosi di ascoltare il nuovo album Lotus.» Ha però riscontrato un contro nel brano, ovvero il non aver portato nessun tipo di innovazione; ha definito il testo sexy con un lato trash che impedisce alla canzone di suonare in modo blando.

## Video
Il video musicale venne girato il 20 e il 21 agosto del 2012 a Los Angeles, per la regia di Melina Matsoukas. La cantante descrisse il video come vivace e con un umorismo tongue-in-cheek. Il video è stato pubblicato sul canale Vevo della cantante il 28 settembre 2012.

### Sinossi
Nel video ogni scena di violenza è stata camuffata con colori e glitter.
Il video si apre con un'avvertenza che recita: «Nessun uomo è rimasto leso nella realizzazione di questo video.» Il personaggio interpretato da Aguilera nel video sembra essere influenzato dalla violenza che vede nei cartoni animati in televisione. La donna si trasforma così in una cacciatrice di uomini che li seduce con le sue curve e poi li uccide. La sua prima vittima è un ragazzo che si ferma per darle un passaggio dopo che lei lo ha fermato con l'autostop: lo seduce e poi fa esplodere la sua auto (con un'esplosione rosa) con lui addormentato dentro; in questa scena indossa una maglietta con scritto "Fuck the Paparazzi". Si reca poi in una sala da biliardo con un look che ricorda l'era Stripped e qui si fa seguire nella toilette da un ragazzo a cui taglia la gola (il sangue viene camuffato con vernice blu che imbratta le pareti). Ultima vittima è un ragazzo di un drugstore che porta Aguilera in un motel e questa, dopo averlo ammaliato, lo colpisce con una mazza da baseball liberando una fontana di coriandoli che simboleggiano il sangue.
Ma dietro vi è un significato più profondo che riguarda il periodo 2011-2012 nel quale Aguilera è stata presa di mira dai media (e non solo) per svariati motivi. All'inizio del video si può osservare Aguilera che mangia i cereali: questo sta a simboleggiare la sua reazione menefreghista a tutte le critiche ricevute per il suo aumento di peso. La scritta "Fuck the Paparazzi" sulla maglia è la sua risposta ai media che l'hanno denigrata. La scena in cui Aguilera vestita con una tutina a stelle e strisce si fa una lampada abbronzante ha un doppio significato: la tutina americana simboleggia il suo errore nel cantare l'inno nazionale al Super Bowl 2011, mentre la lampada abbronzante si ricollega al funerale di Etta James (durante l'esibizione-tributo dell'Aguilera, l'autoabbronzante le è colato dalle gambe e i media misero in giro la voce che si trattava di sangue causa del ciclo mestruale).
Per tutta la durata del video Aguilera muove e tocca il suo corpo in maniera sensuale simbolo che è fiera delle sue nuove curve.

### Accoglienza
Il video è stato ben accolto dalla critica, considerato molto divertente e un ottimo ritorno sulle scene per Aguilera. James Montgomery di MTV lo ha paragonato al film Natural Born Killers di Oliver Stone. Infatti come nel film, nel video di Aguilera le scene cruente sono camuffate da «tonalità ipnagogiche» e «seppur molto brutale, sembrava più un cartone animato...» Ha anche aggiunto che Aguilera, ancora una volta, ha provato che è veramente brava a fare la cattiva, ma non lo aveva mai fatto in modo così divertente.

### Certificazione VEVO
Il video di Your Body è stato il primo di Aguilera a raggiungere le 100 milioni di visualizzazioni su VEVO; a tal proposito ha ottenuto il riconoscimento ufficiale VEVO Certified.

## Successo commerciale

### Stati Uniti e Canada
Your Body nella sua prima settimana di pubblicazione ha registrato 103 000 copie vendute negli Stati Uniti, che hanno permesso ad Aguilera di raggiungere la decima posizione della Hot Digital Songs, il più alto debutto in tale classifica dal singolo Keeps Gettin' Better del 2008, che debuttò alla numero cinque. Ha inoltre debuttato alla posizione numero trentaquattro della Billboard Hot 100 ed ha registrato un'audience radiofonica di sedici milioni di ascoltatori. Nella seconda settimana, il brano è sceso di trenta posizioni, piazzandosi alla sessantaquattresima posizione della Billboard Hot 100, risultando la "più grande caduta" della settimana.
Il brano è entrato nella Billboard Canadian Hot 100 alla numero 13, divenendo il "debutto più alto" della settimana. È poi sceso alla numero 22.

### Europa
In Irlanda, il brano ha esordito alla numero 71 nella Irish Singles Chart. Nella settimana del 4 ottobre 2012, Your Body è salito alla numero 52. Nei Paesi Bassi, il brano ha esordito alla numero 73 nella classifica Single Top 100 il 22 settembre 2012. Il brano è sceso alla numero 91 il 29 settembre 2012. Tuttavia il singolo è salito alla numero 71 il 6 ottobre 2012. Your Body ha esordito in alto nella classifica dei singoli della Spagna, alla numero 22, che è ancora la sua posizione più alta. È poi uscito dalla classifica la settimana seguente.

## Classifiche
| Classifica (2012)          | Posizione massima |
| -------------------------- | ----------------- |
| Austria                    | 19                |
| Belgio (Fiandre)           | 52                |
| Belgio (Vallonia)          | 63                |
| Canada                     | 10                |
| Danimarca                  | 35                |
| Francia                    | 84                |
| Germania                   | 29                |
| Giappone                   | 17                |
| Irlanda                    | 46                |
| Italia                     | 27                |
| Nuova Zelanda              | 33                |
| Paesi Bassi                | 65                |
| Regno Unito                | 16                |
| Slovacchia                 | 28                |
| Spagna                     | 22                |
| Stati Uniti                | 34                |
| Stati Uniti (Pop)          | 20                |
| Stati Uniti (adult top 40) | 34                |
| Stati Uniti (Dance)        | 1                 |
| Svizzera                   | 22                |

## Date di pubblicazione
| Paese               | Data              | Formato           |
| ------------------- | ----------------- | ----------------- |
| Stati Uniti (radio) | 14 settembre 2012 | -                 |
| Stati Uniti         | 17 settembre 2012 | download digitale |
| Canada              | 17 settembre 2012 | download digitale |
| Italia              | 17 settembre 2012 | download digitale |
| Spagna              | 17 settembre 2012 | download digitale |
| Argentina           | 17 settembre 2012 | download digitale |
| Brasile             | 17 settembre 2012 | download digitale |
| Regno Unito         | 4 novembre 2012   | download digitale |